# Тарасовка (Кролевецкий район)
Тарасовка (укр. Тарасівка) — село,
Гружчанский сельский совет,
Кролевецкий район,
Сумская область,
Украина.
Код КОАТУУ — 5922682603. Население по переписи 2001 года составляло 7 человек .

## Географическое положение
Село Тарасовка находится у истоков безымянной речушки, которая через 8 км впадает в реку Реть,
ниже по течению на расстоянии в 2 км расположено село Грузское.
Село окружено большим лесным массивом (дуб).
Рядом проходят автомобильная дорога Т-1907 и 
железная дорога, станция Брюловецкий в 2,5 км.